# Japanischer Dachs

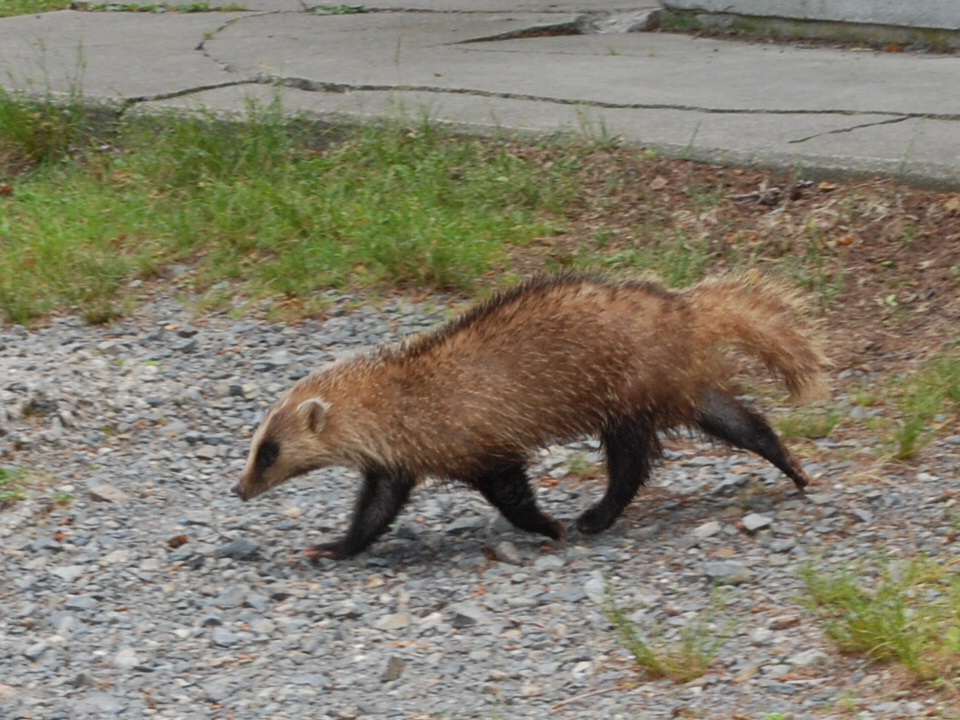
Ein Japanischer Dachs im Laufen

Der Japanische Dachs (Meles anakuma) ist ein Raubtier aus der Familie der Marder und eine von vier Arten der Gattung Meles, die zuvor in einer Art zusammengefasst waren. Die Verbreitung ist auf die japanischen Inseln Honshū, Kyushu, Shikoku und Shōdoshima beschränkt. Auf Hokkaidō und den kleineren Inseln fehlt die Art. Obwohl der Bestandstrend seit Jahrzehnten rückläufig ist, wird sie von der IUCN bislang als nicht bedroht (“least concern”) angesehen.

## Beschreibung
Der Japanische Dachs ist mit einer Kopf-Rumpf-Länge ausgewachsener Tiere zwischen 58 und 83 cm deutlich kleiner als der Europäische Dachs. Die Schwanzlänge liegt zwischen 14 und 20 cm und das Gewicht adulter Tiere für gewöhnlich zwischen 4 und 8 kg.
Der Japanische Dachs ähnelt dem Europäischen Dachs. Der Körper ist gedrungen, die Beine sind kurz und zeigen an den vorderen Pfoten kräftige Grabklauen. Die Krallen der hinteren Pfoten sind weniger stark ausgeprägt. Das Haarkleid ist oberseits relativ langhaarig und grau, spielt aber stark ins bräunliche. Unterseits ist es kürzer und schwarz. Das Gesicht weist ein charakteristisches schwarz-weißes Streifenmuster auf, das jedoch verwaschener ausgeprägt ist als beim Europäischen Dachs. Die dunkle Färbung konzentriert sich im Bereich der Augen. Zudem ist der Kopf insgesamt kleiner und der Geschlechtsdimorphismus bezüglich der Größe geringer ausgeprägt.

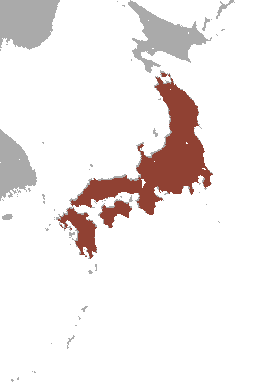
Verbreitung des Japanischen Dachses

## Verbreitung und Bestand
Der Japanische Dachs besiedelt die Inseln Honshū, Kyushu und Shikoku, zudem kommt er auf Shodoshima in der Seto-Inlandsee vor. Auf anderen kleinen Inseln und auf Hokkaidō fehlt er.
Der Bestand des Japanischen Dachses ist zurückgegangen und die räumliche Ausbreitung ist in den meisten Provinzen geschrumpft. Obwohl der Jagddruck auf die Art – wohl aus mangelndem Interesse – stark zurückging und die jährlichen Strecken von 7.000 erlegten Tieren 1970 auf 2.000 in den späten 1980er Jahren sanken, betrug der Rückgang im Bestand etwa 7 %. Hauptgefährdungsursachen sind vermutlich die Lebensraumverluste, die mit der Intensivierung der Landnutzung einhergehen, und die starke Konkurrenz zu eingeführten Waschbären. Bislang ist die Art aber laut IUCN nicht bedroht.

## Lebensweise
Der Japanische Dachs besiedelt zahlreiche Lebensraumtypen. Typischerweise kommt er in Laubwäldern, subalpinen Nadelwaldpflanzungen aus Lärchen, Zedern oder Zypressen oder in der reich strukturierten Kulturlandschaft vor. Eher als der Europäische Dachs ist er auch in Siedlungsnähe zu finden. So kommt die Art auch in Vorstädten Tokyos vor.
Im Sommerhalbjahr ernährt sich die Art vorwiegend von Ringelwürmern aus der Familie der Megascolecidae. Zudem werden Käfer, Beeren und Dattelpflaumen gefressen. Sind im Winterhalbjahr Ringelwürmer schlechter verfügbar, steigt der Anteil an pflanzlicher Nahrung an.
Die Art ist vorwiegend nachtaktiv. Besonders Weibchen mit Nachwuchs sind aber bisweilen auch tagsüber bei der Nahrungssuche anzutreffen. Zwischen Juli und Oktober beginnt die Aktivität außerhalb des Baues meist in der Dämmerung und endet zu Sonnenaufgang. Ab November wird die nächtliche Aktivitätsperiode kürzer und zwischen Januar und Februar setzt meist die Winterruhe ein, die zwischen 42 und 80 Tage andauert.
Wie der Europäische Dachs lebt der Japanische Dachs in umfangreichen Erdbauen, die meist in der Kernzone eines beanspruchten Reviers liegen und an Hängen im hügeligen Gelände angelegt werden. Daneben gibt es weitere Nebenbauten und Schlafnester, die meist am Rande eines Reviers gelegen sind. Im Laufe des Jahres wird der Bau mehrfach gewechselt, durchschnittlich werden 13,5 Bauten pro Jahr genutzt.
Das Sozialverhalten unterscheidet sich nach neueren Erkenntnissen von dem Europäischer Dachse. Familienverbände bestehen bei dieser Art nur aus weiblichen Tieren und ihrem Nachwuchs. Das Revier eines solchen Verbands ist meist um die 11 ha groß.  Männchen leben vermutlich als Einzelgänger und streifen weiter umher. Ihre etwa 40 ha großen Territorien umfassen meist jene von zwei bis drei Weibchen. Zu den Weibchen wird in der Paarungszeit zwischen April und August – meist aber bald nach erfolgter Niederkunft im April – eine vorübergehende Beziehung aufgebaut, während der es auch zur Begattung kommt. Aufgrund einer verlängerten Tragzeit durch Keimruhe des befruchteten Eies tritt eine Schwangerschaft aber erst im Februar ein. Ein Wurf umfasst ein bis vier Junge. Weibchen sind nach einem Jahr ausgewachsen und verlassen den Familienverband nach etwa vierzehn Monaten. Männchen brauchen zwei Jahre, um ihre volle Größe zu erreichen und bleiben bis zu 26 Monate bei der Mutter. Bei beiden Geschlechtern tritt die Geschlechtsreife nach etwa zwei Jahren ein.

## Systematik
Bis Ende der 1990er Jahre wurde der paläarktisch verbreitete Dachs (Meles meles; vgl. Verbreitung von Arctonyx) als einzige rezente Art der Gattung Meles angesehen. Neuere morphologische Untersuchungen des Baculums und der Molaren sowie Untersuchungen der mitochondrialen DNA haben aber ergeben, dass die vier bislang beschriebenen Subspeziesgruppen jeweils Artstatus verdienen. Die Art wurde daher aufgeteilt in den Europäischen Dachs (Meles meles), den Asiatischen Dachs (Meles leucurus), den Transkaukasischen Dachs (Meles canescens) und den Japanischen Dachs (Meles anakuma).